# Bazoches-sur-Hoëne
Bazoches-sur-Hoëne ist eine französische Gemeinde mit 833 Einwohnern (Stand: 1. Januar 2022) im Département Orne in der Region Normandie; sie gehört zum Arrondissement Mortagne-au-Perche und zum Kanton Mortagne-au-Perche. Die Einwohner werden Bazochéens genannt.

## Geographie
Die Gemeinde Bazoches-sur-Hoëne liegt in der Landschaft Perche am Bach Hoëne, einem Zufluss der Sarthe, die die westliche Gemeindegrenze bildet, etwa 40 Kilometer nordöstlich von Alençon.

## Geschichte
1962 wurde die kleine Ortschaft Courtoulin eingemeindet.

## Bevölkerungsentwicklung
| Jahr                       | 1962 | 1968 | 1975 | 1982 | 1990 | 1999 | 2006 | 2013 | 2021 |
| -------------------------- | ---- | ---- | ---- | ---- | ---- | ---- | ---- | ---- | ---- |
| Einwohner                  | 610  | 624  | 615  | 797  | 898  | 918  | 903  | 912  | 831  |
| Quellen: Cassini und INSEE |      |      |      |      |      |      |      |      |      |

## Sehenswürdigkeiten

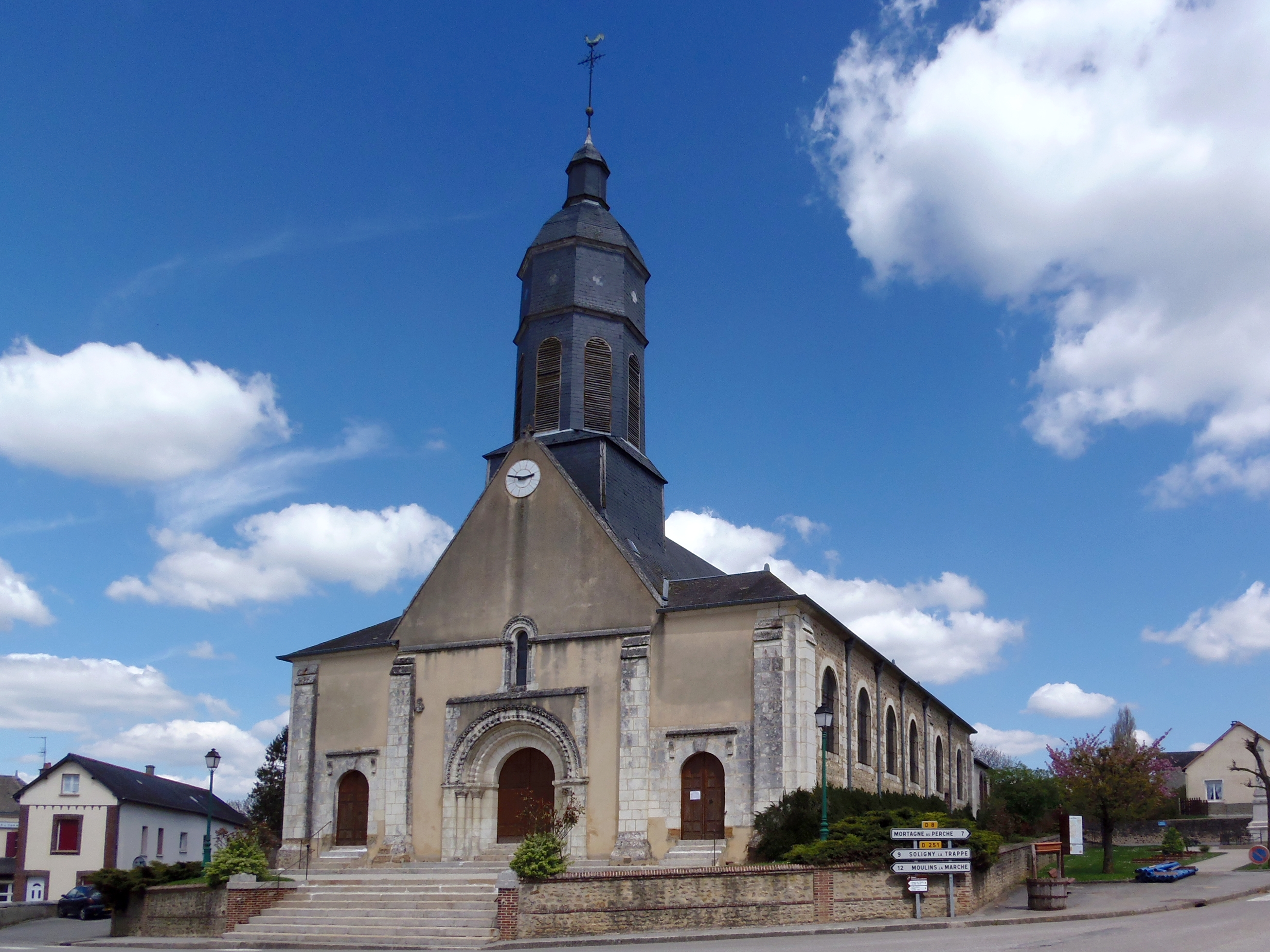
Kirche Saint-Pierre
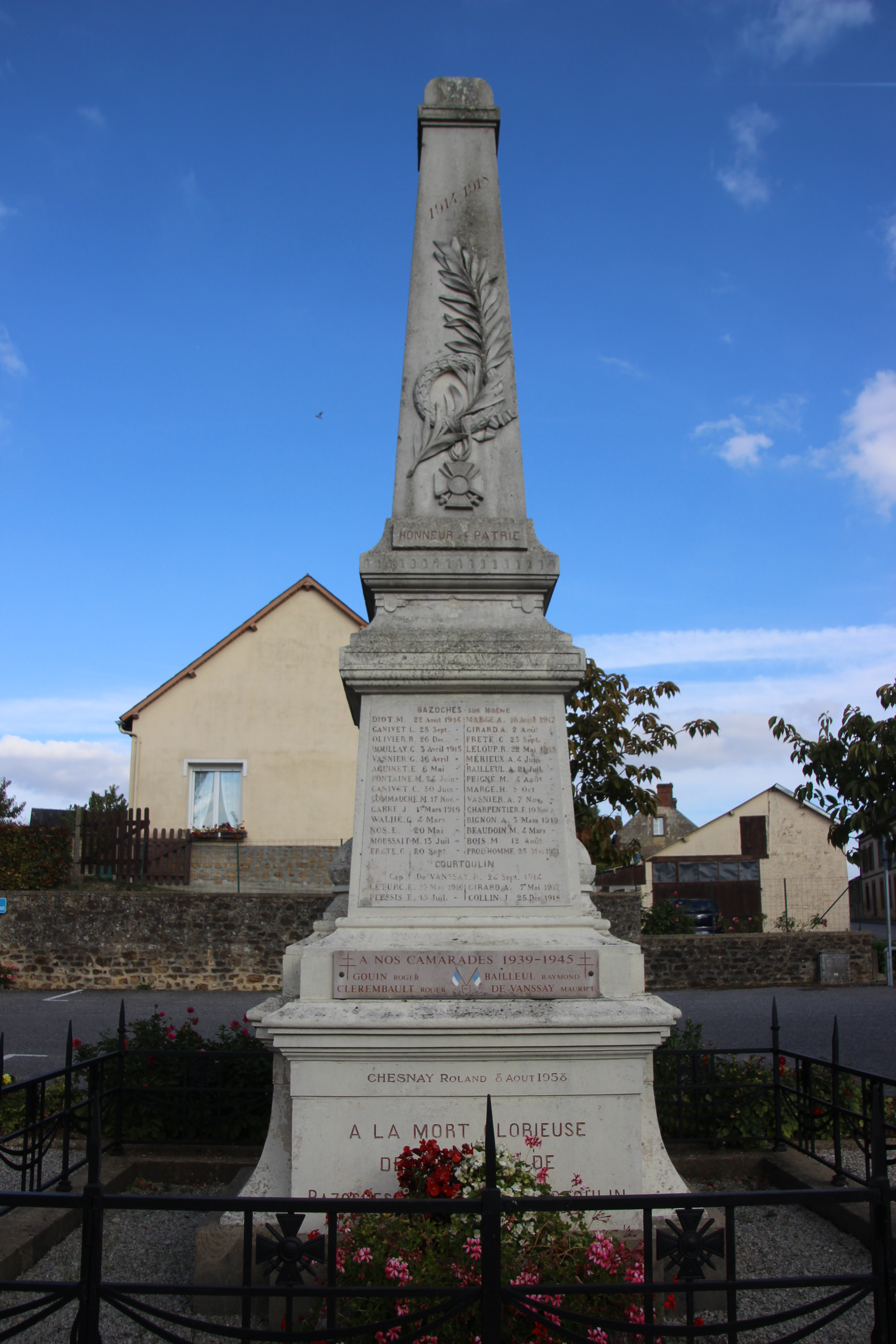
Gefallenendenkmal

- Kirche Saint-Hilaire
- altes Pfarrhaus aus dem 18. Jahrhundert
- Schloss Courtoulin
- Wasserturm

- Kirche Saint-Pierre
- Gefallenendenkmal